# Amazonia – Live In The Jungle
Amazonia – Live In The Jungle е запис на концерта на германската рок група „Скорпиънс“, който излиза през 2009 г.
Това издание съдържа два концерта, които се състоят в Бразилия, първият от които на 9 август 2007 г. пред 40 000 зрители и съдържа 13 песни от концерта им Ресифе, а другите пет допълнителни песни са от шоуто им на 7 септември в Манауш. Цялото издание е посветено на Амазония и борбата на „Гринпийс“ за запазването на тази част от света. Освен това, като бонус материали в този диск има и филм за Амазония.

## Списък с песните

### На живо то Ресифе
1. Hour I
2. Coming Home
3. Bad Boys Running Wild
4. No Pain No Gain
5. Always Somewhere
6. Holiday
7. Dust In The Wind
8. Wind of Change
9. 321
10. Blackout
11. Big City Nights
12. Still Loving You
13. Rock You Like a Hurricane

### На живо от Манауш
1. Hour I
2. Love 'em Or Leave 'em
3. Make it Real
4. Tease Me Please Me
5. Humanity

### Допълнителни материали
Документален филм за Амазония с подкрепата на „Гринпийс“.

## Музиканти
- Клаус Майне – вокали
- Рудолф Шенкер – китари, вокали
- Матиас Ябс – китари
- Джеймс Котак – барабани
- Павел Мончивода – бас китара